# Escoceses
Os escoceses (em gaélico escocês: Albannaich; em inglês: Scottish people ou Scots) são os membros de um grupo étnico da Escócia. Historicamente surgiram de uma mistura de povos celtas como os pictos, os gaéis e os britanos, Povos germânicos, que invadiram a Escócia no início do século VII, principalmente anglo-saxões e colonos nórdicos, também contribuíram de uma forma significativa para a formação étnica da atual nação escocesa.
Atualmente o termo se refere a qualquer indivíduo nascido na Escócia, ou que tenha ligações genéticas ou origens familiares naquele país. O termo latino Scotti originalmente se referia a uma tribo gaélica específica, do século V, que habitava a Irlanda. Embora seja tradicionalmente considerado uma forma arcaica ou pejorativa, o termo Scotch também é utilizado para se referir ao povo escocês, embora principalmente fora do próprio país.
Diversas pessoas de descendência escocesa vivem em outros países; a emigração, influenciada por fatores como as Highland e Lowland Clearances, a participação escocesa no Império Britânico e, posteriormente, o declínio industrial e o desemprego, fizeram com que os escoceses se espalhassem pelo mundo. Grandes comunidades escocesas habitam terras do Novo Mundo, como as Américas do Norte e Sul, Austrália, Nova Zelândia. A maior população de descendentes de escoceses no mundo se encontra nos Estados Unidos, seguido pelo Canadá; estes imigrantes levaram consigo a sua língua escocesa e a cultura de seu país.
O próprio território da Escócia presenciou diversas migrações e a chegada de diferentes povos nos diferentes períodos de sua história. Os gaélicos de Dál Riada, os pictos e os britões tinham seus respectivos mitos de origem, assim como a maior parte dos povos europeus da Idade das Trevas. Povos germânicos como os anglos e os saxões começaram a chegar no país no início do século VII, enquanto os nórdicos colonizaram diversas regiões da Escócia a partir do século VIII. Na Alta Idade Média, a partir do reinado de Davi I da Escócia, iniciou-se alguma migração vinda da França, Inglaterra e dos Países Baixos; diversos sobrenomes tradicionais escoceses, incluindo Bruce, Balliol, Murray e Stewart, chegaram no país neste período.